# Rose (Kurzfilm)
Rose ist ein deutscher Kurzfilm des Regisseurs Claudio Franke aus dem Jahr 2016.
Der Kurzfilm wurde von der FilmCrew Media und cgFrankeFilm in Koproduktion mit dem Bayerischen Rundfunk hergestellt. Gefördert wurde das Projekt durch den FilmFernsehFonds Bayern.

## Handlung
Als Rose aus der Haft entlassen wird, bietet ihr ihre ehemalige Gefängniswärterin, die einsame Marie, einen Schlafplatz und Arbeit an. Die beiden genießen zunächst ihren ersten gemeinsamen Abend in Maries Wohnung. Alles läuft aus dem Ruder als klar wird, dass die beiden Frauen völlig unterschiedliche Dinge wollen. Marie versucht Rose in ein neues Gefängnis zu stecken.

## Dreh
Die Geschichte spielt im Freistaat Bayern unter anderem in einer bayerischen Justizvollzugsanstalt. Gedreht wurde hauptsächlich an Motiven in Landshut und dem ebenfalls in Bayern gelegenen Inning am Ammersee. In Landshut wurde in der Justizvollzugsanstalt Landshut gedreht.

## Premieren
Im Rahmen des Filmfestival Max Ophüls Preis 2016 feiert der Film am 19. Januar 2016 seine Uraufführung in Saarbrücken. Es folgten die Indienpremiere im März 2016 auf dem "Maharashtra International Short Film Festival" in Mumbai und die US-Premiere im April 2016 auf dem "14. Oakland International Film Festival".  Am 26. Juli feiert der Film seine Free-TV-Premiere im Bayerischen Rundfunk. Es folgen Festivals wie das "20. NYC PictureStart Film Festival", auf dem der Kurzfilm mit zwei Preisen ausgezeichnet wurde, das "6. Rio Gender & Sexuality Film Festival" und das "2. Internationale Youth Film Festival Langend". Weiterhin war der Kurzfilm in Deutschland auf der Frankfurter Kurzfilmnacht Shorts At Moonlight, dem "7. Queer Film Festival Oldenburg" und dem "9. Filmzeit Kaufbeuren" zu sehen.
Darüber hinaus lief Rose im Wettbewerb auf dem "21. North Carolina Gay and Lesbian Film Festival" und gewann den "Founders Award" bei den "5th North Carolina Film Awards".

## Auszeichnungen

### Filmfestivals 2016
- NYC PictureStart Film Festival - New York: Beste Regie, Beste Darstellerin (Ulrike Folkerts)
- North Carolina Film Award - Raleigh: Founder’s Award